# Stephen Sutton
Stephen Sutton (16 de dezembro de 1994 - 14 de maio de 2014) foi um blogueiro e ativista de caridade britânico conhecido pelo seu blog Stephen's Story e seus esforços de captação de fundos para a caridade Teenage Cancer Trust para ajudar jovens com câncer. Tal como em 23 de maio de 2014, Sutton ja tinha levantado £3.952.699.83, mais de 390% da meta original.

## Início da vida
Sutton nasceu em 16 de dezembro de 1994, e frequentou a escola primária e secundária em sua cidade natal de Burntwood, Staffordshire. Durante sua juventude, Sutton era uma criança muito ativa, participando de esportes e atletismo, especialmente corridas de longa distância e futebol.
Sutton recebeu notas A no Chase Terrace Technology College em agosto de 2012, e teve entrevistas na Universidade de Cambridge para estudar medicina, bem como nas universidades de Leicester e Leeds. Mais tarde, ele desistiu dos seus pedidos antes de chegar um veredito, depois que seu câncer estava determinado a ser incurável.

## Doença e ativismo

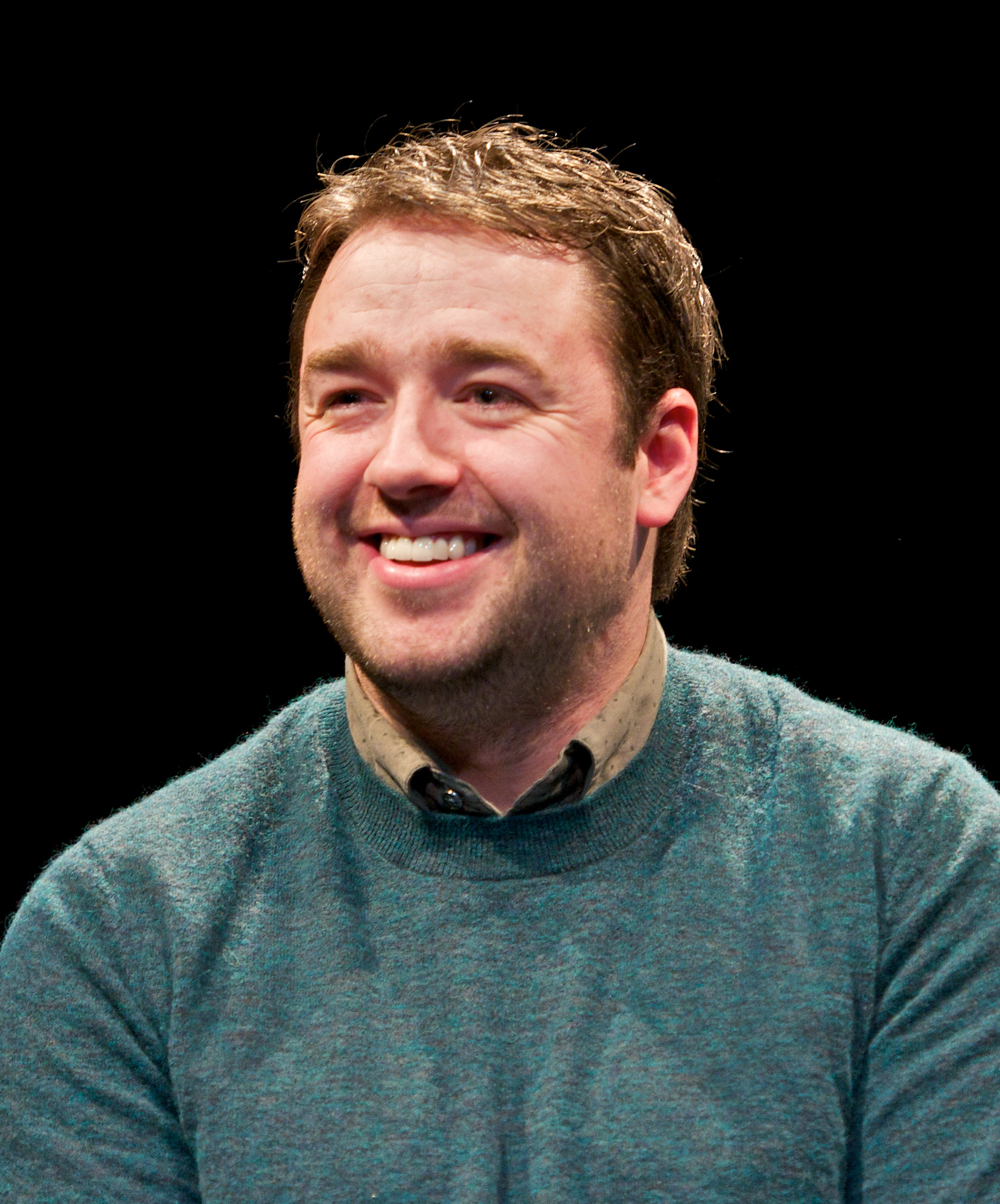
Comediante Jason Manford apoia ativamente a campanha de Sutton.

Sutton foi diagnosticado com estágio 3B de câncer colorretal com 15 anos de idade, posteriormente, passou por tratamentos agressivos de radiação e quimioterapia. Em dezembro de 2012, dois anos após o diagnóstico inicial, o câncer foi considerado incurável depois de se espalhar para os pulmões e fígado. Após um colapso do pulmão em 22 de abril de 2014, Sutton foi colocado no suporte de vida, mas em condição estável.
Após o diagnóstico, Sutton começou a participar de eventos de caridade com o Teenage Cancer Trust, e mais tarde começou seu próprio site e blog em janeiro de 2013. Ao mesmo tempo, ele começou a captação de fundos com o Teenage Cancer Trust, com uma meta inicial de £10.000. Depois das doações inesperadas, o objetivo foi levantado para £100.000 e £500.000 no mesmo ano, mas tarde foi levantado para £1.000.000 em março de 2014. Durante sua campanha de captação de fundos, Sutton foi apoiado por várias celebridades, principalmente Jimmy Carr, Jonathan Ross e Jason Manford. Manford doou £10.000 e deu todo o faturamento de seus próprios clubes de comédia de todo o mês de maio, para a caridade. Após a hospitalização de Sutton, em abril de 2014, Manford tornou-se o porta-voz não oficial da instituição de caridade, aparecendo em entrevistas que promovem a causa. Ele também lançou a campanha "#thumbsupforStephen", pedindo que as pessoas compartilhem selfies de si mesmos que promovem a campanha.
O objetivo de Sutton para £1.000.000 foi alcançado em 23 de abril de 2014 e em 2 de maio de 2014, Sutton teve alta do hospital após uma melhoria na sua condição. Mais tarde, naquele mesmo dia, ele também se reuniu com o primeiro-ministro David Cameron, que expressou seu apoio para a campanha. Em 4 de maio de 2014, Sutton ajudou a quebrar o recorde mundial do Guinness para o "maior número de pessoas fazendo gestos com as mãos em forma de coração", com 554 pessoas no Chase Terrace Technology College.

## Morte e reação
Sutton morreu enquanto dormia no Queen Elizabeth Hospital Birmingham, na madrugada de 14 de maio de 2014, de câncer colorretal, aos 19 anos de idade. No momento da sua morte, ele havia levantado mais de £3.000.000 para o Teenage Cancer Trust. Cameron elogiou Sutton por seu "espírito e bravura", enquanto Ed Miliband disse que Sutton foi uma "inspiração". Os comediantes Ricky Gervais e John Bishop, ex-futebolista Stan Collymore, a apresentadora Clare Balding e a cantora Carol Decker também ofereceram suas condolências. Jason Manford disse:
Stephen Sutton era a pessoa mais inspiradora que eu já conheci e tocou mais vidas do que ele jamais saberá. Ele era um homem incrivelmente positivo, jovem e um crédito para a sua família, para Burntwood e à própria humanidade. O motivo pelo qual lhe levou tão apaixonadamente era porque ele era melhor do que nós, ele fez algo que nenhum de nós poderia sequer imaginar. Em sua hora mais sombria ele desinteressadamente dedicou seus momentos finais para levantar milhões de libras para os jovens com câncer. Algumas das palavras de Stephen ficarão comigo para sempre e com outros - 'a vida não é medida em tempo, mas é medida em realizações".
Matthew Tuck, o vocalista do Bullet for My Valentine, uma das bandas favoritas de Sutton, também twittou sobre a morte de Sutton, chamando-o de "além da inspiração".
Em 21 de maio ele foi anunciado em uma vigília pública que será realizada na Catedral de Lichfield em 29 de maio, antes do funeral privado da família no dia seguinte.